# 돌잔치

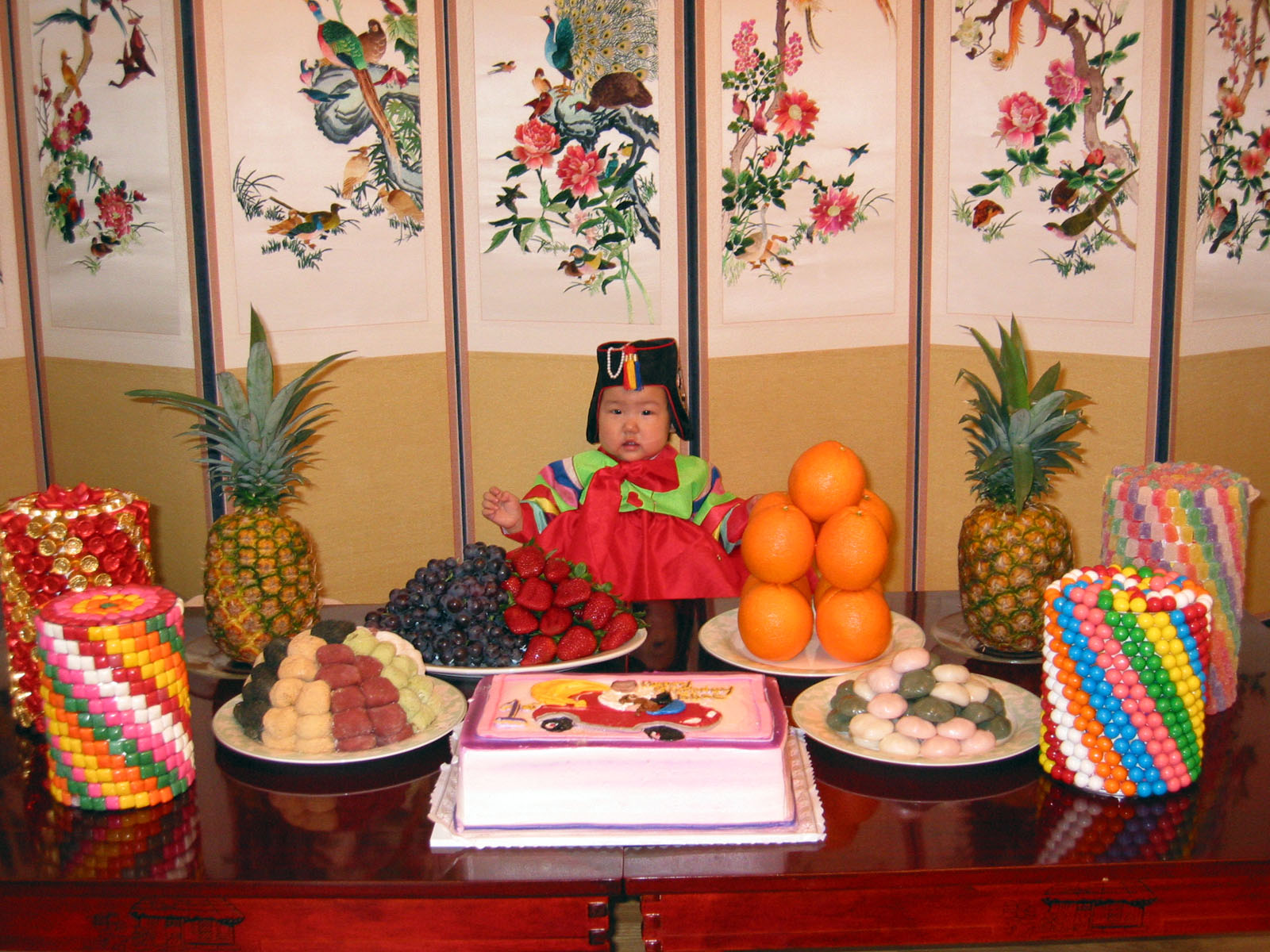
돌잔치

돌잔치(문화어: 돌잔치)는 유아가 태어나고 1년이 되었을때, 만 1세가 되면 축하하는 의식으로, 유아의 앞날이 번영하기를 기원하는 한국의 풍습이다.

## 역사
과거에는 영아 사망률이 높았기 때문에 돌을 못 넘기고 사망하는 아기가 많았다. 첫 생일을 무사히 넘긴 것을 기념하고 아기의 장수를 기원하기 위해 잔치를 여는 것이 돌잔치의 기원이다. 돌잔치의 '돌'은 열두 달을 한 바퀴 돌았다는 뜻이다. 또한 돌잔치에서 돌잡이를 함으로써 아기의 장래와 관련하여 미래를 점쳐보기도 한다.

## 돌과 돐
대한민국에서는 한동안 생일(生日)의 뜻으로는 '돌'을 쓰고 주기(週期)의 뜻으로는 '돐'을 썼으나, 이러한 구분이 인위적이고 불필요한 세분화라는 지적이 잇따르자 현행 표준어 맞춤법에서는 모두 "돌"을 쓰는 것으로 통일하였다. 그러나 조선민주주의인민공화국의 규범은 현재도 주기의 뜻으로 '돐'을 사용하고, 돌잔치에서의 '돌'은 생일의 뜻이기에 2017년판 《조선말대사전》에도 '돌잔치'라는 단어가 실려 있다.

## 돌잡이

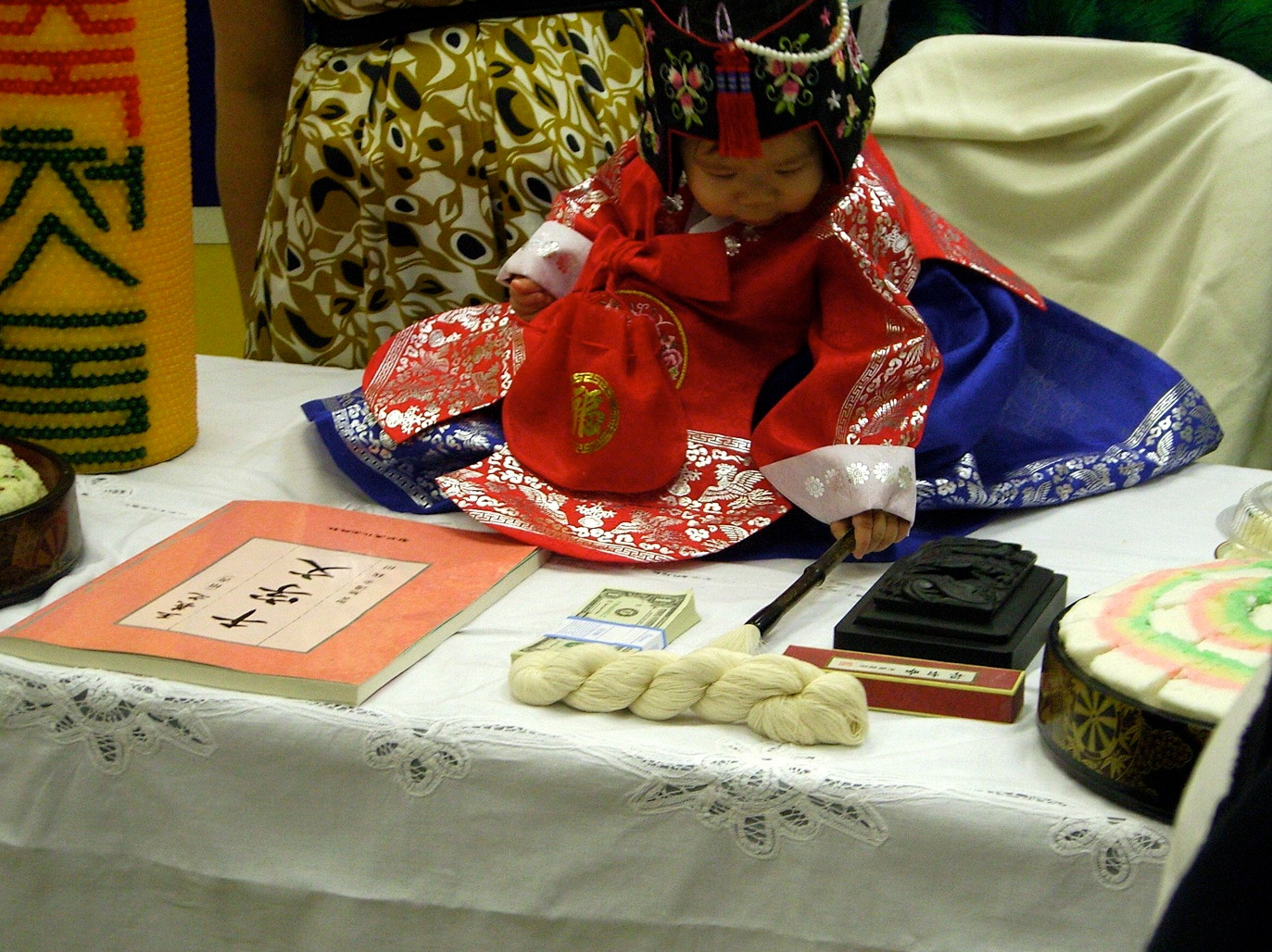
돌잡이

여러 어른 앞에서 아이 앞에 물건을 늘어놓고 아이가 집게 하는 풍속이 있다. 이렇게 물건을 잡게 하는 풍속을 돌잡이(문화어:돌잡이)라고 한다. 전통적으로 놓여졌던 직업들을 상징하는 물건들 외에도 현대의 직업의 다양화에 따라 여러 새로운 종류의 물건을 돌잡이 때에 놓아두기도 한다.

## 같이 보기
- 잔치
- 환갑 잔치
- 백일 잔치
- 떡
- 과일
- 한복
- 상견례